# Skype Limited
Skype Limited — люксембургская компания, разработчик программного обеспечения. Наиболее известна как разработчик программы голосовой связи по сети интернет Skype.
Штаб-квартира компании располагается в Люксембурге, а офисы — в Сан-Хосе, Лондоне, Праге, Таллине. По состоянию на январь 2011 года штат компании Skype насчитывал около 850 сотрудников, из которых 44 % (в том числе бо́льшая часть разработчиков программного обеспечения Skype) работают в Эстонии — в центре развития Skype в Таллине и в филиале в Тарту.
Маркетинговая поддержка осуществляется из Лондона, а техническая поддержка аудио- и видеосервисов — из Стокгольма.
В октябре 2011 года Skype Limited была приобретена компанией Microsoft.

## История
Компания основана в 2003 году в Люксембурге. Программа Skype была написана шведскими предпринимателями Никласом Зеннстрёмом (швед. Niklas Zennström) и датчанином Янусом Фриисом (дат. Janus Friis), который написал основной исходный код программы и фактически в одиночку оживил проект в середине 2000-х годов.
В сентябре 2003 года усилиями эстонских программистов компании (ранее они работали над другим проектом, в котором принимал участие Зеннстрём — файлообменником Kazaa) была выпущена первая версия программы интернет-телефонии Skype. За свою работу программисты получили 6 % в капитале Skype Limited.
За первые 18 месяцев работы, несмотря на скептическое отношение со стороны традиционных телекоммуникационных компаний, Skype набрал 37 млн абонентов, что стало выдающимся результатом. Владельцы сервиса хотели зарабатывать на предоставлении дополнительных услуг (голосовой почты и конференц-связи) и звонках с компьютера на мобильный, однако эта концепция оказалась не слишком удачной — 90 % звонков по Skype оказались бесплатными — с компьютера на компьютер. За все годы своей работы компания только один раз получила прибыль (42 млн долл. в 2008 году), накопив долгов на 686 млн долларов.
В октябре 2005 года компания была куплена корпорацией eBay примерно за 2,6 млрд долл. (позднее было доплачено ещё 0,5 млрд), хотя годовой оборот компании был меньше 100 млн долл. Планировалось интегрировать сервис телефонии и интернет-торговли. Эта попытка не увенчалась успехом, и двумя годами позже eBay после смены руководства списала 1,43 млрд долл. инвестиций в Skype Limited. В апреле 2009 года руководители eBay объявили о том, что в первой половине 2010 года Skype будет продана, так как деятельность данной компании плохо сочетается с основным бизнесом — интернет-аукционом. В ноябре 2009 года eBay продал бо́льшую часть акций Skype в сделке, которая оценила всю компанию суммой в 2,75 млрд долл. 14 % компании было продано обратно её основателям, а 56 % — инвестиционным фондам Silver Lake, Index Ventures, Andreessen Horowitz и Canada Pension Plan Investment Board за 1,9 млрд долл. плюс ценные бумаги на 125 млн долл. (себе eBay оставила 30 %).
В 2010 году Skype пыталась осуществить IPO, но оно было отложено. Велись переговоры о продаже сервиса компаниям Facebook, Google и Cisco Systems, но в итоге договорённость о продаже в апреле 2011 года была достигнута с Microsoft, сумма сделки составила 8,5 млрд долл., 14 октября 2011 года сделка осуществлена.

## Собственники
На начало 2011 года основные акционеры — группа инвесторов во главе с Silver Lake (56 %), eBay (30 %) и основатели компании (14 %).
В связи с достижением соглашения о поглощении в мае 2011 года, по завершении сделки все активы Skype перейдут под контроль Microsoft. После окончания поглощения, как ожидается, на базе Skype Limited будет создано подразделение Microsoft Skype Division, причём нынешний директор Skype Тони Бейтс останется его руководителем.
В октябре 2012 года, через год после закрытия сделки по приобретению Skype, вновь созданное подразделение Skype взяло на себя ответственность за другой продукт Microsoft для VoIP и унифицированных коммуникаций Microsoft Lync.
11 июля 2013 года генеральный директор Microsoft Стив Балмер объявил о реорганизации Microsoft по функциональному принципу. Новая группа приложений и служб Microsoft, возглавляемая исполнительным вице-президентом Ци Лу, должна была включать Skype, Bing и Microsoft Office. После периода, когда была разработана стратегия для бизнеса Skype как части более широкого портфеля Microsoft, включая Office 365, и доля Skype на международном рынке связи выросла до 36 процентов (более 214 миллиардов долларов США).
В сентябре 2016 года, после того как Ци Лу ушел из Microsoft, Skype и Office стали частью группы продуктов Office, возглавляемой Раджешем Джа. Другая часть бывшей группы приложений и служб (в которую входит Bing) стала частью новой группы искусственного интеллекта и исследований. 

## Руководство
На начало 2011 года возглавляет компанию Тони Бейтс.

## Финансовые показатели
- В октябре 2005 года компания eBay за 2,6 миллиарда долларов США купила 30 % акций Skype, хотя годовой оборот компании был меньше 100 млн долл.
- Во втором квартале 2009 года доходы компании выросли на 25 % и составили 170 млн долл.[19]

## Правовые проблемы

### Конфликт с правообладателями
Фирма Joltid, принадлежащая Зеннстрёму и Фриису и являвшаяся владельцем прав интеллектуальной собственности на программное обеспечение Skype, обвинила eBay в нарушении лицензионного соглашения и сообщила о намерении разорвать его. eBay подала судебный иск с требованием признать отзыв лицензии незаконным, на что Joltid подала встречный иск. Слушания были назначены на июнь 2010 года. В случае поражения в суде eBay пришлось бы разрабатывать собственное ПО с нуля, это могло стоить десятки миллионов долларов. Как вариант, также рассматривалось приобретение Gizmo5.
16 сентября 2009 года Зеннстрём и Фриис подали ещё один иск, теперь уже к eBay, новым собственникам Skype, и бывшему директору Joost Майку Волпи с требованием запретить работу Skype, возместить ущерб, причинённый нарушением авторских прав, и передать истцам доходы от нелицензионного использования технологии Global Index, лежащей в основе Skype. Сумма ущерба, указанная в исковом заявлении, увеличивалась ежедневно на 75 млн долл.
6 ноября 2009 года было достигнуто мировое соглашение, согласно которому Joltid, Зеннстрём и Фриис в обмен на отказ от исков и передачу прав на принадлежащую им интеллектуальную собственность получили 14 % акций Skype.